# فرانك غاردنر (لاعب كرة قدم)
فرانك غاردنر (بالإنجليزية: Frank Gardner)‏ (و. القرن 19 – القرن 20 م) هو لاعب كرة قدم، ومدرب كرة قدم من المملكة المتحدة، والمملكة المتحدة لبريطانيا العظمى وأيرلندا.